# 981년

## 연호
- 북송(北宋) 태평흥국(太平興國) 6년
- 요(遼) 건형(乾亨) 3년
- 일본(日本) 덴겐(天元) 4년
- 전 레 왕조(前黎朝) 티엔푹(天福) 2년

## 기년
- 북송(北宋) 태종(太宗) 6년
- 요(遼) 경종(景宗) 13년
- 고려(高麗) 경종(景宗) 6년
- 전 레 왕조(前黎朝) 대행제(大行帝) 2년

## 사건
- 경종이 병으로 얻어 왕위에 오른지 6년 만에 27세의 나이로 요절함.
- 경종의 사촌동생 치가 22세의 나이로 왕위에 오름. 고려 6대 국왕 성종.
- 불가리아인들이 비잔티움 제국을 침략하다.

## 사망
- 고려 5대 국왕 경종
- 고려(高麗)의 문신(文臣) 강궁진(姜弓珍)